# Storia di un'altra storia
Storia di un'altra storia è un singolo del cantante italiano Riccardo Fogli, pubblicato nel 1993.
Il brano venne successivamente incluso nell'album Nella fossa dei leoni, uscito l'anno seguente.